# 鵝鑾鼻 (大字)
鵝鑾鼻，是台灣屏東縣恆春鎮的一個傳統地域名稱，位於該鎮東南部。相較於今日行政區，其範圍大致包括鵝鑾里不含北部邊界地帶東半段、墾丁里不含東北端、南灣里東南半部。
本地區境內主要聚落為鵝鑾鼻、蕃仔藔、埔頂、芎蕉灣、舩帆石、龜仔角、墾丁、潭仔、大板埒，設有墾丁國小、墾丁國小鵝鑾分校。墾丁國家森林遊樂區、鵝鑾鼻燈塔位於本地區。

## 歷史
台灣日治初期，鵝鑾鼻地區為一街庄，稱為「鵝鑾鼻庄」（舊制街庄），隸屬於至厚里。該庄昔日西北與鼻仔頭庄為鄰，北與射麻裡庄、港口庄為鄰，東邊臨太平洋，南邊及西南邊臨巴士海峽。
1901年（日治明治三十四年）11月11日，全台廢縣廳改設二十廳，該庄隸屬於恆春廳。1904年（明治三十七年）5月1日，該庄編入「鵝鑾鼻區」，隸屬於恆春廳。1909年（明治四十二年）10月25日，全台合併二十廳為十二廳，鵝鑾鼻區改隸屬於阿緱廳。1920年（大正九年）10月1日，全台地方制度大改正，廢十二廳改設五州二廳，該庄改制為「鵝鑾鼻」大字，隸屬於高雄州恆春郡恆春庄（新制街庄）。1940年（昭和十五年）6月17日，恆春庄改制為恆春街。
戰後恆春街改制為恆春鎮，隸屬於高雄縣，大字亦改制為里。1950年（民國39年）10月1日，高、屏分治，恆春鎮改隸屬於屏東縣。
相較於今日行政區，本地區的範圍大致包括鵝鑾里不含北部邊界地帶東半段、墾丁里不含東北端、南灣里東南半部。

## 聚落
本地區發展較早的聚落為鵝鑾鼻、蕃仔藔、埔頂、芎蕉灣、舩帆石、龜仔角（社頂）、墾丁、潭仔、大板埒、龍鑾（已消失），在日治期初期的官方地圖上已有記載。此外，本地區尚有柴櫛聚落。

## 交通
省道台26線是楓港至達仁的幹道，路線呈U字形，目前並未全線通車，其主要通車路段（楓港至港口）經過本地區的墾丁、鵝鑾鼻等聚落。由該道路西側北行可前往恆春鎮恆春市區、車城鄉、枋山鄉，並止於楓港地區的省道台9線路口；東側北行可前往滿州鄉東南部，並止於港口地區茶山聚落旁的縣道200甲線終點路口。

## 學校
- 墾丁國小
- 墾丁國小鵝鑾分校

## 公務機關
- 屏東縣政府警察局恆春分局墾丁派出所
- 屏東縣政府消防局第四大隊墾丁分隊

## 景點
- 墾丁國家公園
  - 南灣遊憩區
  - 墾丁大街
  - 墾丁國家森林遊樂區
  - 社頂自然公園
  - 龍磐公園
  - 鵝鑾鼻燈塔
  - 鵝鑾鼻
  - 台灣最南點